# Elaeocarpus macropus
Elaeocarpus macropus là một loài thực vật có hoa trong họ Côm. Loài này được Warb. ex Knuth mô tả khoa học đầu tiên năm 1940.